# Sinonimo (tassonomia)
In tassonomia un sinonimo è ognuno dei due (o più) nomi scientifici della stessa categoria usati per indicare il medesimo taxon.
Quando ad esempio esistono due nomi per la stessa specie, si applica la cosiddetta "legge della priorità": il primo di essi che è stato pubblicato in un articolo scientifico viene mantenuto (sinonimo più antico o senior), mentre il secondo (sinonimo più recente o junior) deve essere abbandonato e non può più essere riutilizzato.
Si distinguono due categorie di sinonimi: i sinonimi nomenclaturali e i sinonimi tassonomici.
- I sinonimi nomenclaturali (detti anche obbligatori o omotipi) sono nomi differenti che si riferiscono però allo stesso tipo (un tipo in botanica è l'esemplare su cui l'autore ha effettuato la descrizione della specie).

Per esempio l'abete rosso è stato nominato da Linneo come Pinus abies L. e ha lo stesso tipo di Picea abies (L.) H.Karst. Quando il secondo binomio è stato universalmente considerato quello corretto Pinus abies L. è divenuto il sinonimo nomenclaturale di Picea abies.
- I sinonimi tassonomici (detti anche eterotipi) sono invece riferiti a tipi differenti e spesso possono essere messi in discussione dalle nuove ricerche tassonomiche o filogenetiche. Derivano molto spesso da differenti criteri di suddivisione all'interno di un genere o di una specie.